# Leila Hyams

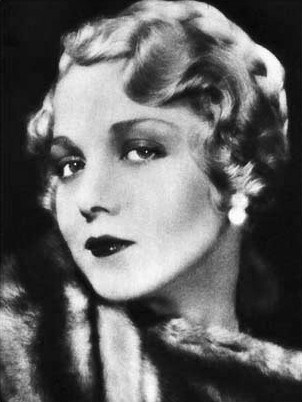
Leila Hyams

Leila Hyams (* 1. Mai 1905 in New York City; † 4. Dezember 1977 in Los Angeles, Kalifornien) war eine US-amerikanische Schauspielerin.

## Leben und Karriere
Leila Hyams wurde als Tochter des Schauspielerehepaares John Hyams (1869–1940) und Leila McIntyre (1882–1953) in New York geboren. Bereits als Kind stand sie neben ihren Eltern auf Vaudeville-Bühnen,  im Jugendalter arbeitete sie als Werbemodel für verschiedene Firmen. Ihre Abbildungen als Model in mehreren Zeitungen und Magazinen brachten Hyams die Einladung nach Hollywood, wo sie 1924 mit einer Nebenrolle im Film Sandra ihr Debüt gab. Zunächst nahm man nur ihr gutes Aussehen als ihre Hauptqualität wahr, doch bewies sie sich in der Folge auch als fähige Schauspielerin. Ende der 1920er-Jahre schaffte sie im Gegensatz zu anderen Stummfilmschauspielern den Sprung in den Tonfilm problemlos. In Metro-Goldwyn-Mayers erstem Tonfilm Alias Jimmy Valentine spielte Hyams neben William Haines und Lionel Barrymore die weibliche Hauptrolle.  
In der Folge war sie meist auf konventionelle Rollen als weibliche Hauptdarstellerin festgelegt, gelegentlich hatte sie aber auch interessantere Rollen, etwa als Mordverdächtige im Kriminalfilm The Thirteenth Chair (1929) sowie als Buchhändlerin, die sich in einen Gefangenen verliebt, in dem oscarprämierten Gefängnisdrama Hölle hinter Gittern (1930). 1932 verkörperte Hyams als freundliche Zirkusdame Venus in Tod Brownings Horrorklassiker Freaks ihre heute wohl bekannteste Rolle. Ebenfalls 1932 spielte sie außerdem an der Seite von Charles Laughton die Hauptrolle in Islands of the Lost Souls, einem weiteren Horrorfilm. Mit Laughton spielte sie nochmals 1935 in der Komödie Ein Butler in Amerika von Leo McCarey, wo sie in einer Nebenrolle als gutherzige Saloon-Tänzerin zu sehen war.
Nach insgesamt 52 Filmen in zwölf Jahren zog Leila Hyams sich 1936 in ihr Privatleben zurück (1943 war sie einmalig noch in einem Kurzfilm des Roten Kreuzes zu sehen). Leila Hyams war von 1927 bis zu ihrem Tod mit dem Talentagenten Phil Berg (1902–1983) verheiratet, der Hollywood-Stars wie beispielsweise Clark Gable, Judy Garland und Joan Crawford vertrat. Mit ihrem Ehemann blieb sie in Los Angeles wohnen und bewegte sich weiterhin in Hollywood-Kreisen. Sie verstarb 1977 im Alter von 72 Jahren an einem Herzinfarkt.

## Filmografie
- 1924: Sandra
- 1926: Dancing Mothers
- 1926: The Kick-Off
- 1926: Summer Bachelors
- 1927: The Brute
- 1927: White Pants Willie
- 1927: The Bush Leaguer
- 1927: One-Round Hogan
- 1927: Im Hause des Satans (The Wizard)
- 1928: The Branded Sombrero
- 1928: Blaue Jungs – blonde Mädchen (A Girl in Every Port)
- 1928: The Crimson City
- 1928: Honor Bound
- 1928: Land of the Silver Fox
- 1928: Alias Jimmy Valentine
- 1929: Trotzheirat (Spite Marriage)
- 1929: The Far Call
- 1929: The Idle Rich
- 1929: Wonder of Women
- 1929: Masquerade
- 1929: Hurricane
- 1929: The Thirteenth Chair
- 1929: The Bishop Murder Case
- 1930: The Girl Said No
- 1930: The Flirting Widow
- 1930: Hölle hinter Gittern (The Big House)
- 1930: Sweethearts and Wives
- 1930: The Sins of the Children
- 1930: Way Out West
- 1930: Way for a Sailor
- 1930: Part Time Wife
- 1931: Gentleman's Fate
- 1931: Men Call It Love
- 1931: Stepping Out
- 1931: Der Magier von Paris (The Phantom of Paris)
- 1931: New Adventures of Get-Rich-Quick Wallingford
- 1931: Surrender
- 1931: The Christmas Party (Kurzfilm)
- 1932: Freaks
- 1932: Feuerkopf (Red-Headed Woman)
- 1932: The Big Broadcast
- 1932: Die Insel der verlorenen Seelen (Island of Lost Souls)
- 1933: The Constant Woman
- 1933: Horse Play
- 1933: Sing Sinner Sing
- 1933: Saturday's Millions
- 1934: The Poor Rich
- 1934: Affairs of a Gentleman
- 1934: No Ransom
- 1935: Ein Butler in Amerika (Ruggles of Red Gap)
- 1935: People Will Talk
- 1935: 1,000 Dollars a Minute
- 1936: Yellow Dust
- 1943: First Aid (Kurzfilm)